# Генерален щаб на Армията на Северна Македония
Началник на Генералния щаб на Армията на Република Северна Македония, наричан накратко Началник на генщаба на АРМ е най-висшата военна длъжност в Армията на Северна Македония. Длъжността се заема от военни лица с генералски чин. От обявяването на независимостта на Северна Македония и формирането на армията за пръв началник е назначен генерал-майор Митре Арсовски.

## Началници на Генералния щаб на Армията на Северна Македония
Званията са към датата на заемане на длъжността.
| #  | звание            | име                 | дати                              |
| -- | ----------------- | ------------------- | --------------------------------- |
| 1  | генерал-майор     | Митре Арсовски      | 16 март 1992 – 3 март 1993        |
| 2  | генерал-полковник | Драголюб Боцинов    | 3 март 1993 – 22 януари 1996      |
| 3  | генерал           | Трайче Кръстевски   | 22 януари 1996 – 11 февруари 2000 |
| 4  | генерал-лейтенант | Йован Андревски     | 11 февруари 2000 – 12 май 2001    |
| 5  | генерал           | Панде Петровски     | 12 май 2001 – 19 септември 2001   |
| 6  | генерал           | Методи Стамболиски  | 19 септември 2001 – 12 март 2004  |
| 7  | генерал-майор     | Георги Бояджиев     | 12 март 2004 – 6 юли 2005         |
| 8  | генерал-лейтенант | Мирослав Стояновски | 6 юли 2005 – 18 август 2011       |
| 9  | бригаден генерал  | Горанчо Котески     | 18 август 2011 – 18 август 2015   |
| 10 | генерал-лейтенант | Методия Величковски | 18 август 2015 – 18 август 2018   |
| 11 | генерал-майор     | Васко Гюрчиновски   | 18 август 2018 –                  |

## Заместник-началници на Генералния щаб
Званията са към датата на заемане на длъжността:
- генерал-майор Трайко Постоловски (1992 – 1993)
- генерал-майор Трайче Кръстевски (1992 – 1996)
- генерал-лейтенант Янакие Манасиевски (1996 – 1999)
- генерал-лейтенант Панде Петровски (1999 – 2000)
- бригаден генерал Саве Янев (2000 – 2001)
- генерал-полковник Панде Петровски (март-12 май 2001)
- генерал-лейтенант Методи Стамболиски (2001)
- генерал-майор Сокол Митровски (2002 – 2003)
- генерал-майор Зехедин Туши (2002 – 2003)
- генерал-майор Адил Газафер (2003 – 2008)
- генерал-майор Насер Сейдини (2008 – 2015)
- генерал-майор Мухамет Рацай (2015 – 2018)
- генерал-майор Азим Нуредин – от 2018

## Директори на Генералния щаб
- генерал-майор Зехедин Туши (2000 – 2002)
- бригаден генерал Зоран Димов (2006 – 2007)
- бригаден генерал Димче Петровски (2012 – 21 май 2018)
- генерал-майор Зоран Милески (21 май 2018-)